# Poliana (futebolista)
Poliana Barbosa Medeiros (Ituiutaba, 6 de fevereiro de 1991), é uma futebolista brasileira que atua como lateral-direita. Atualmente joga pelo Palmeiras e eventualmente pela Seleção Brasileira.
Anteriormente teve passagens por Orlando Pride, Houston Dash, Stjaman, Santos, Rio Preto, São José e Corinthians.

## Carreira
Poliana iniciou sua carreira pelo Rio Preto de São José do Rio Preto. Assinou contrato com o Santos em 2009 depois de passar por um período de experiência.
Em 2010 iniciou sua trajetória pelo São José, tradicional clube de São José dos Campos. Poliana fez parte do time vitorioso do São José conquistando Copa Libertadores da América de Futebol Feminino em 3 ocasiões: 2011, 2013 e 2014 e o Campeonato Mundial de Clubes Feminino em 2014, derrotando o clube inglês Arsenal Ladies por 2 a 0. Pela Libertadores Feminina de 2011, Poliana marcou o gol do título do São José e na edição de 2014, ela volta a deixar sua marca, desta vez com 2 gols.
Em dezembro de 2014, Poliana foi contratada pelo Houston Dash nos Estados Unidos para disputar a National Women's Soccer League (NWSL).
Em julho de 2015, por empréstimo, ela foi transferida para clube islandês Stjarnan para as eliminatórias da Liga dos Campeões de Futebol Feminino da UEFA. Foi campeã da Copa da Islândia e marcou um dos gols da final. Posteriormente retornou para o Houston Dash para participar da temporada de 2016.
No dia 6 de fevereiro de 2018 ela foi negociada pelo Houston Dash para o Orlando Pride.
Em 2019, ela retorna ao São José.

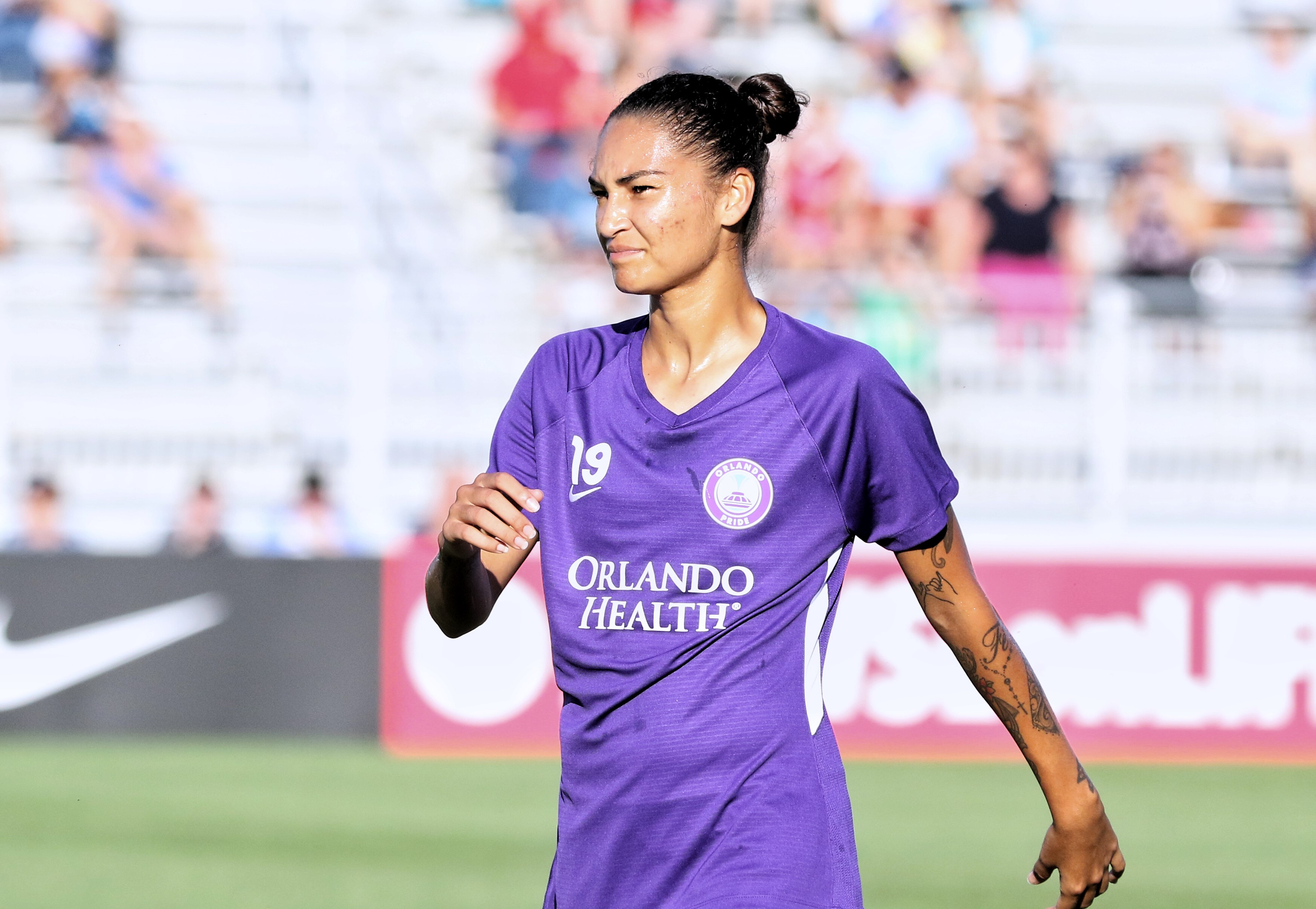
Poliana jogando pelo Orlando Pride em 2018

No ano seguinte, Poliana transfere-se para o Corinthians.
Em 2022, retorna novamente ao São José.

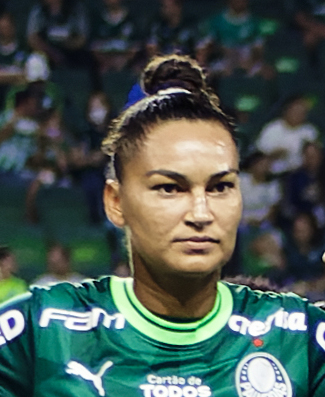
Poliana com a camisa do Palmeiras em 2023

Em agosto de 2022, após terminada a primeira fase do brasileirão transferiu-se para o Palmeiras, conquistou a sua quinta Libertadores e fez gol na final, sendo a única jogadora a ser pentacampeã da Libertadores e a marcar em três finais diferentes.

## Seleção Brasileira

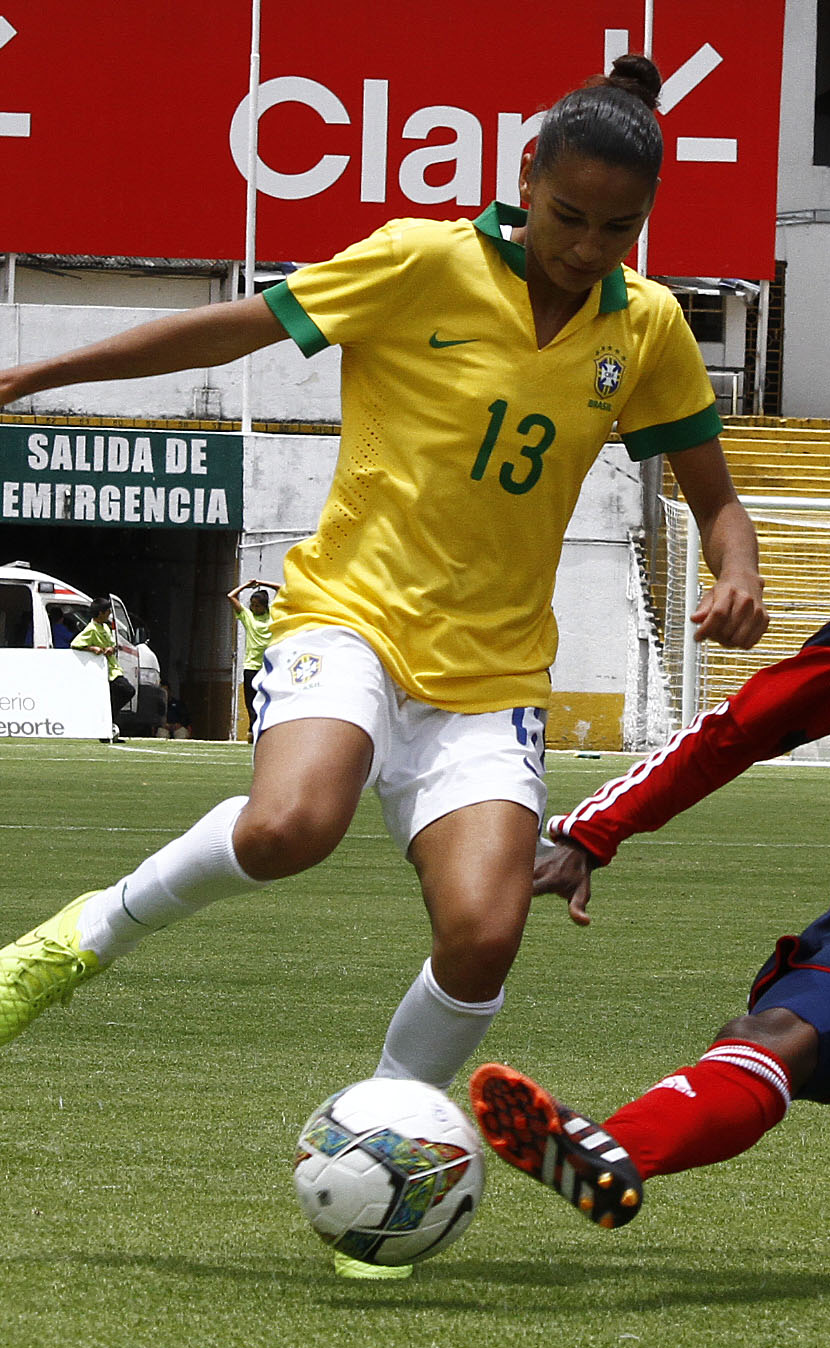
Poliana jogando pela seleção em 2014

Poliana estreou em 9 de dezembro de 2012 na Seleção Brasileira contra a Seleção de Portugal no Torneio Internacional Cidade de São Paulo, em São Paulo.
Antes de iniciar pelo Houston Dash, ela foi incluída em um programa da CBF chamado Seleção Brasileira Feminina Permanente que tinha como objetivo preparar o time da Seleção Brasileira para a Copa do Mundo FIFA 2015 no Canadá e para os Jogos Olímpicos do Rio de Janeiro em 2016.
Ela jogou pela Seleção também na Copa América de 2014 no Equador, na Copa do Mundo FIFA de 2015 e nos Jogos Pan-Americanos de 2015 no Canadá, bem como nos Jogos Olímpicos de 2016 no Rio de Janeiro.
Poliana fez parte do elenco da Seleção Brasileira de Futebol Feminino nas Olimpíadas de 2016.
Em 2019, Poliana foi convocada para disputar a Copa do Mundo FIFA de 2019 na França, em substituição a Fabi Simões que sofreu uma lesão lesão durante os treinos preparatórios que antecedem aos jogos da Seleção Brasileira.

## Títulos
Seleção Brasileira
- Copa América: 2014, 2018
- Medalha de Ouro nos Jogos Pan-Americanos: 2015
- Medalha de Bronze nos Jogos Sul-Americanos: 2014
- Torneio Internacional de Futebol Feminino: 2012, 2014, 2015, 2016
- Copa CFA da China: 2017[13]

São José
- Copa Intercontinental de Clubes: 2014
- Copa Libertadores da América: 2011, 2013, 2014
- Copa do Brasil: 2012, 2013
- Campeonato Paulista: 2012, 2014

Stjaman
- Copa da Islândia: 2015

Corinthians
- Campeonato Brasileiro: 2020, 2021
- Copa Libertadores da América: 2021
- Campeonato Paulista:  2020, 2021

Palmeiras
- Copa Libertadores da América: 2022
- Campeonato Paulista: 2022, 2024 Referências

1. ↑  «Poliana: várias modalidades até chegar ao futebol». Confederação Brasileira de Futebol. cbf.com.br. 9 de abril de 2018. Consultado em 7 de junho de 2019
2. ↑  Carvalho, Marcos Eduardo (6 de dezembro de 2014). «São José vence Arsenal e conquista título mundial de futebol feminino». O Vale. ovale.com.br. Consultado em 7 de junho de 2019
3. ↑  «Sao Jose 2-0 Arsenal Ladies - Report». Arsenal (em inglês). Arsenal's website. 6 de dezembro de 2014. Consultado em 7 de junho de 2019
4. ↑  «Em casa, São José vence Colo-Colo e é campeão da Libertadores Feminina». SporTV. sportv.globo.com. 11 de novembro de 2011. Consultado em 6 de junho de 2019
5. ↑  Pereira, Silas (16 de novembro de 2014). «São José goleia, fatura 3ª Libertadores feminina e deixa Santos para trás». Globo Esporte. globoesporte.globo.com. Consultado em 7 de junho de 2019
6. ↑  «Houston Dash sign Brazilian internationals Rosana and Poliana». Houston Dynamo's Website. 11 de dezembro de 2014. Consultado em 7 de junho de 2019
7. ↑  «Harpa, Francielle og Poliana allar áfram». MBL. mbl.is. 17 de novembro de 2015. Consultado em 7 de junho de 2019
8. ↑  «Time de Marta contrata 4ª brasileira para Liga Americana de Futebol Feminino». ESPN. espn.com.br. 6 de fevereiro de 2018. Consultado em 7 de junho de 2019
9. ↑  «São José repatria a lateral Poliana, campeã mundial em 2014». O Vale. ovale.com.br. 26 de janeiro de 2019. Consultado em 7 de junho de 2019
10. ↑  «São José anuncia volta de jogadora histórica e emblemática». Consultado em 16 de fevereiro de 2022
11. ↑  «Com passagens pela Seleção Brasileira, lateral-direita Poliana é a nova contratada do Palmeiras». SE Palmeiras. Consultado em 30 de outubro de 2022
12. ↑  «Poliana, do Palmeiras, é a primeira mulher com cinco Libertadores na carreira: "A mais difícil"». ge. Consultado em 30 de outubro de 2022
13. ↑  «Seleção Feminina derrota México por 3 a 0 na China - Seleção Brasileira». web.archive.org. 19 de outubro de 2017. Consultado em 6 de junho de 2019